# Solens tempel (datorspel)
Solens tempel (franska:  Tintin : Le Temple du Soleil) är ett TV-spel baserat på De sju kristallkulorna och Solens tempel från Tintins äventyr.  Spelet släpptes till SNES, Windows, Game Boy och Game Boy Color mellan 1997 och år 2000.